# Hemeiuș
Hemeiuș is een Roemeense gemeente in het district Bacău.
Hemeiuș telt 4387 inwoners.